# Elezioni parlamentari in Turchia del giugno 2015
Le elezioni parlamentari in Turchia del giugno 2015 si tennero il 7 giugno per il rinnovo della Grande Assemblea Nazionale Turca.
Il Partito della Giustizia e dello Sviluppo (AKP) del Presidente Recep Tayyip Erdoğan, al potere dal 2002, ha perso la maggioranza assoluta dei seggi in Parlamento, ottenendone solo 258 su 550 con il 40,87% dei voti. Avendo perso la maggioranza assoluta in Parlamento l'AKP ha perso anche la possibilità di riformare la Costituzione in modo da aumentare i poteri del Presidente della Repubblica. La seconda forza politica del paese è rimasta il Partito Popolare Repubblicano (CHP) di centro-sinistra, con il 24,95% dei voti e 132 seggi. Il Partito del Movimento Nazionalista (MHP) di Devlet Bahçeli invece è arrivato terzo, con il 16,29% dei voti ed 80 seggi, aumentando di tre punti percentuali i propri consensi rispetto alle precedenti elezioni grazie agli ex elettori delusi di Erdoğan. Il MHP, nelle cui file molti candidati hanno fatto parte dei Lupi grigi, ha proposto nella sua campagna elettorale di porre fine al processo di pace con i militanti curdi. Infine, è riuscito a superare la soglia di sbarramento del 10% e ad entrare in Parlamento anche il filo-curdo Partito Democratico dei Popoli (HDP) di Selahattin Demirtaş, con il 13,12% dei voti ed 80 seggi.
La campagna elettorale si è concentrata sulla situazione economica in declino della Turchia, sulla politica estera dell'AKP in Siria, sull'influenza politica del movimento musulmano Gülen, sui meriti del sistema presidenziale e sul processo di soluzione in corso tra il governo turco ed i ribelli curdi.

## Risultati
| Liste                                          | Voti       | %     | Seggi |
| ---------------------------------------------- | ---------- | ----- | ----- |
| Partito della Giustizia e dello Sviluppo (AKP) | 18 851 953 | 40,86 | 258   |
| Partito Popolare Repubblicano (CHP)            | 11 513 380 | 24,96 | 132   |
| Partito del Movimento Nazionalista (MHP)       | 7 516 480  | 16,29 | 80    |
| Partito Democratico dei Popoli (HDP)           | 6 051 650  | 13,12 | 80    |
| Partito della Felicità (SP)                    | 942 027    | 2,04  | –     |
| Altri                                          | 1 260 474  | 2,73  | –     |
| Totale                                         | 46 135 964 | 100   | 550   |